# Apechthis annulicornis
Apechthis annulicornis là một loài tò vò trong họ Ichneumonidae.